# Miglieglia
Miglieglia is een gemeente en plaats in het Zwitserse kanton Ticino, en maakt deel uit van het district Lugano.
Miglieglia telt 252 inwoners.